# Торрехон-де-Веласко
Торрехон-де-Веласко (ісп. Torrejón de Velasco) — муніципалітет в Іспанії, у складі автономної спільноти Мадрид. Населення — 4091 особа (2010).
Муніципалітет розташований на відстані близько 26 км на південь від Мадрида.

## Демографія
Динаміка населення (INE ):

## Галерея зображень

Розташування муніципалітету у автономній спільноті Мадрид